# Ibrahim ben Tachfine
Ibrahim ben Tachfine ou Ibrahim Ou-Tachin (berbère : ⴱⵕⴰⵀⵉⵎ ⵓ ⵜⴰⵛⴼⵉⵏ) fut le 4e émir de la dynastie berbère des Almoravides, il fut le successeur de Tachfine ben Ali. Il ne régna que peu de temps (1146-1147). Ibrahim ben Tachfine périt à Oran en 1147 en luttant contre les troupes Almohades, déjà victorieuses devant Tlemcen.
Il sera remplacé par Ishaq ben Ali.